# Ян из Тарнова
Ян из Тарнова (до 1349—1409) — польский магнат, подкоморий сандомирский (1368), маршалок надворный (1370), маршалок Королевства Польского (1373—1379), каштелян сандомирский (1377), воевода сандомирский (1385—1401), генеральный староста русский (1387),воевода  краковский (1401—1406), каштелян и староста краковский (1406). Староста радомский и староста сандомирский.
Владелец Тарнува, Велёвеся, Пшеворска и Ярослава.

## Биография
Представитель польского магнатского рода Тарновских герба «Лелива». Старший сын Рафала из Тарнова (ок. 1330—1372/1373) и Дзержки из Велёвеси.
Занимал крупные должности в Сандомирском и Краковском воеводствах. Был подкоморием сандомирским (1368), маршалком  коронным (1370), маршалком королевским (1373), старостой радомским (до 1376), каштеляном сандомирским (1377), воеводой сандомирским (1385—1401), старостой сандомирским (до 1386).
В 1387 году Ян Тарновский принял активное участие в военной кампании польской королевы Ядвиги на земли Галицко-Волынского княжества, входившие в состав Венгерского королевства. В награду за успешную службу, получил во владение города Ярослав и Пшеворск. Способствовал созданию в Ширце католического прихода.
Стал первым генеральным старостой Русских земель (1387—1393, 1394—1404). В 1401 году Ян из Тарнова получил должность воеводы краковского, а в 1406 году он стал каштеляном и старостой краковским.
В 1401 году Ян из Тарнова участвовал в подписании Виленско-Радомской унии.
Своим имения разделил между двумя сыновьями: Яном, который продолжил род Тарновских, и Спытко, основавшего род Ярославских.
В 1410 году его сыновья Ян и Спытко участвовали в Грюнвальдской битве.

## Семья и дети
Жена — Екатерина (Катаржина), её происхождение неизвестно. В браке с ней родилось четверо детей:
- Ян Тарновский (ок. 1367—1433), декан краковский (1398—1408), воевода краковский (1409—1433)
- Рафал из Тарнова (1367—1415)
- Спытко I Ярославский (после 1367—1435), генеральный староста русский (1422—1425) и воевода сандомирский (1433—1435), основатель рода Ярославских
- Дорота Тарновская (ум. 1428), муж — воевода ленчицкий Марцин Сцибор из Рытвян.